# Mercy Street
Mercy Street é uma telessérie da PBS lançada nos Estados Unidos em 2016.

## Sinopse
A telessérie ocorre durante a Guerra Civil Americana e segue dois enfermeiros voluntários de lados opostos que trabalham no Hospital Mansion House, em Alexandria, Virginia.

## Elenco
- McKinley Belcher III[1] como Samuel Diggs
- Suzanne Bertish[1] como Matron Brannan
- Norbert Leo Butz[1] como Dr. Byron Hale
- L. Scott Caldwell[1] como Belinda Gibson
- Gary Cole[1] como James Green, Sr.
- Jack Falahee[1] como Benjamin Franklin Stringfellow (1840-1913)
- Peter Gerety[1] como Dr. Alfred Summers
- Shalita Grant[1] como Aurelia Johnson
- Hannah James[1] como Emma
- Brad Koed[1] como James Green, Jr.
- Luke Macfarlane[1] como Chaplain Henry Hopkins
- Cameron Monaghan[1] como Tom Fairfax
- Donna Murphy[1] como Jane Green
- Josh Radnor[1] como Dr. Jed Foster
- AnnaSophia Robb[1] como Alice Green
- Tara Summers[1] como Anne Hastings
- Wade Williams[1] como Silas Bullen
- Mary Elizabeth Winstead[1] como Mary Phinney

## Recepção
A primeira temporada de Mercy Street recebeu críticas geralmente favoráveis. No Metacritic alcançou uma pontuação de 61/100. No Rotten Tomatoes possui um índice de avaliação de 75%.